# كلية ترينيتي (كونيتيكت)
كلية ترينيتي هي كلية خاصة للفنون الحرة تقع في هارتفورد بولاية كونيتيكت. تأسست عام 1823 كبديل بجامعة ييل، وهي ثاني أقدم كلية في ولاية كونيتيكت. الكلية مختلطة منذ عام 1969، وتقدم كلية ترينبتي 41 تخصصًا رئيسيا و28 تخصصا فرعيا. الكلية هي عضو في مؤتمر نيو إنجلاند الرياضي للكلية الصغيرة (NESCAC).